# Krokosmia
Krokosmia, montbrecja, cynobrówka (Crocosmia Planch.) – rodzaj wieloletnich roślin należący do rodziny kosaćcowatych (Iridaceae). Należy do niego 8 gatunków. Rośliny te występują w Afryce od Sudanu do Południowej Afryki oraz na Madagaskarze. Jako introdukowane także na obu kontynentach amerykańskich, w południowej i wschodniej Azji oraz w zachodniej i środkowej Europie. W Polsce uprawiana jest krokosmia ogrodowa C. ×crocosmiiflora. Roślina ta jest rozpowszechniona w uprawie. Uzyskana została w wyniku skrzyżowania C. aurea i C. pottsii ok. 1880 roku we Francji. C. aurea wykorzystywana jest do produkcji żółtego barwnika.
Nazwa naukowa rodzaju pochodzi z greckich słów krokos – szafran oraz osme – zapach (wysuszone kwiaty umieszczone w wodzie dają silną woń szafranu).

## Morfologia
ŁodygaRozgałęziona, pod ziemią tworzy pionowy łańcuch cebul, w którym najmłodsze rosną na szczycie, a najstarsze i największe są najgłębiej zakopane w ziemi. Korzenie najstarszej cebuli są kurczliwe, co pozwala łańcuchowi zagłębiać się w ziemię. Łańcuch jest delikatny i łatwo się rozdziela.
LiścieRównowąskie lub lancetowate.
KwiatyKwiatostany składają się z 4–20 czerwonych lub pomarańczowych kwiatów położonych przeciwstawnie.
OwoceKulistawe torebki, w każdej z trzech komór z trzema lub większą liczbą nasion.

## Systematyka
Pozycja systematyczna
Jeden z rodzajów plemienia Freesieae w podrodzinie Crocoideae w obrębie kosaćcowatych (Iridaceae).
Wykaz gatunków
- Crocosmia ambongensis (H.Perrier) Goldblatt & J.C.Manning
- Crocosmia aurea (Pappe ex Hook.) Planch.
- Crocosmia × crocosmiiflora (Lemoine) N.E.Br. – krokosmia ogrodowa
- Crocosmia fucata (Lindl.) M.P.de Vos
- Crocosmia masoniorum (L.Bolus) N.E.Br.
- Crocosmia mathewsiana (L.Bolus) Goldblatt ex M.P.de Vos
- Crocosmia paniculata (Klatt) Goldblatt
- Crocosmia pearsei Oberm.
- Crocosmia pottsii (Baker) N.E.Br.